# Auguste Iloki
Auguste Iloki, né le 15 décembre 1950 à Bokombo, dans le département de la Cuvette Nord de la république du Congo, est un juriste et magistrat congolais. Il a notamment été président de la chambre administrative et constitutionnelle de la Cour suprême en 2000, puis vice-président de la Cour constitutionnelle en 2003 et, depuis 2012, président de cette même institution.

## Biographie
Auguste Iloki est docteur en droit, diplômé de l’École nationale de la magistrature de Bordeaux (section internationale). Il est chargé de cours à l'université Marien-Ngouabi.